# هيثم الجويني
هيثم الجويني هو لاعب كرة قدم تونسي وُلد في السابع من مايو/أيّار عام 1993 بمدينة باجة في دولة تونس في نادي دبا الحصن الإماراتي. لعب سابقاً في الترجي الرياضي التونسي والنادي الأهلي (بنغازي)كما أنه مرّ بتجربة احترافية قصيرة في الدوري الإسباني الدرجة الثانية ونادي العين السعودي ونادي المقاولون العرب المصري.

## مسيرة الأندية

### الترجي الرياضي التونسي
لاعب شاب من الترجي الرياضي التونسي، تمت ترقيته إلى الفريق الأول في يوليو 2012. ظهر لأول مرة مع النادي في 10 نوفمبر 2012 حيث ظهر كبديل متأخر لزميله إيمانويل كلوتي في الفوز 2-1 خارج أرضه ضد الأولمبي الباجي.
سجل الجويني هدفه الأول في 25 نوفمبر 2012، مسجلاً الهدف الأول في الفوز 3–0 على أرضه ضد أولمبيك الكاف. سجل هدفين في المباراة 5-1 على أرضه ضد الشبيبة الرياضية القيروانية في 8 ديسمبر، وأضاف ثلاثية في فوز 4–1 في أولمبيك الكاف في 24 فبراير التالي أنهى موسمه الأول مع ثمانية أهداف.
ظهر الجويني في 15 مباراة خلال موسم 2013–14، لكنه سجل هدفين فقط حيث توج فريقه بطلاً. سجل هدفين فقط في 27 أبريل 2016، مسجلاً جميع أهداف الترجي في الفوز 2–0 على أرضه ضد البنزرتي.
في 28 أغسطس 2016، مدد الجويني عقده مع الترجي حتى عام 2020.

### نادي تينيريفي
قي 31 أغسطس 2016، وقع الجويني عقد إعارة لمدة عام واحد مع نادي تينيريفي في الدوري الإسباني الدرجة الثانية. ظهر لأول مرة مع النادي في 10 سبتمبر، ليحل محل أماث ديديو في الفوز 1-0 على أرضه ضد ريال بلد الوليد.
سجل الجويني هدفه الأول في الخارج في 25 سبتمبر 2016، ولكن في الخسارة 2–3 خارج الديار أمام ميرانديس. بعد سبعة أيام، بعد حصوله على بدايته الأولى طُرد لمحاكاة ركلة جزاء في تعادل 0–0 على أرضه ضد خيتافي.

### العين
في يناير 2020، انتقل الجويني إلى نادي العين السعودي

### المقاولون العرب
في نوفمبر 2020، انضم الجويني إلى نادي المقاولون العرب المصري.
| الموسم         | النادي                 | الدوري                           | الدوري | الدوري | الكأس | الكأس | المسابقات القارية                       | المسابقات القارية | المسابقات القارية | المجموع | المجموع |
| الموسم         | النادي                 | الدرجة                           | لعب    | سجل    | لعب   | سجل   | البطولة                                 | لعب               | سجل               | لعب     | سجل     |
| -------------- | ---------------------- | -------------------------------- | ------ | ------ | ----- | ----- | --------------------------------------- | ----------------- | ----------------- | ------- | ------- |
| 2012-2013      | الترجي الرياضي التونسي | الرابطة التونسية المحترفة الأولى | 14     | 8      | 1     | 0     | -                                       | 7                 | 0                 | 22      | 8       |
| 2013-2014      | الترجي الرياضي التونسي | الرابطة التونسية المحترفة الأولى | 15     | 2      | -     | -     | -                                       | 7                 | 6                 | 22      | 8       |
| 2014-2015      | الترجي الرياضي التونسي | الرابطة التونسية المحترفة الأولى | 20     | 4      | 2     | 0     | -                                       | 2                 | 0                 | 24      | 4       |
| 2015-2016      | الترجي الرياضي التونسي | الرابطة التونسية المحترفة الأولى | 18     | 6      | 3     | 2     | -                                       | -                 | -                 | 21      | 8       |
| المجموع الفرعي | المجموع الفرعي         | المجموع الفرعي                   | 67     | 20     | 6     | 2     | -                                       | 16                | 6                 | 89      | 28      |
| 2016-2017      | نادي تينيريفي          | الدوري الإسباني الدرجة الثانية   | 20     | 2      | 1     | 0     | -                                       | -                 | -                 | 21      | 2       |
| المجموع الفرعي | المجموع الفرعي         | المجموع الفرعي                   | 20     | 2      | 1     | 0     | -                                       | -                 | -                 | 21      | 2       |
| 2016-2017      | الترجي الرياضي التونسي | الرابطة التونسية المحترفة الأولى | 0      | 0      | 0     | 0     | دوري أبطال أفريقيا                      | 2                 | 1                 | 2       | 1       |
| 2017-2018      | الترجي الرياضي التونسي | الرابطة التونسية المحترفة الأولى | 14     | 5      | 1     | 0     | دوري أبطال أفريقيا                      | 6                 | 1                 | 21      | 6       |
| 2018-2019      | الترجي الرياضي التونسي | الرابطة التونسية المحترفة الأولى | 16     | 4      | 4     | 0     | دوري أبطال أفريقيا وكأس السوبر الأفريقي | 14+1              | 3                 | 35      | 7       |
| 2019-2020      | الترجي الرياضي التونسي | الرابطة التونسية المحترفة الأولى | 2      | 1      | 0     | 0     | دوري أبطال أفريقيا                      | 0                 | 0                 | 2       | 1       |
| المجموع الفرعي | المجموع الفرعي         | المجموع الفرعي                   | 32     | 10     | 5     | 0     | -                                       | 21                | 4                 | 58      | 14      |
| 2019-2020      | نادي العين السعودي     | دوري الدرجة الأولى السعودي       | 10     | 2      | 0     | 0     | -                                       | 0                 | 0                 | 10      | 2       |
| 2020-2021      | نادي العين السعودي     | دوري المحترفين السعودي           | 1      | 0      | 0     | 0     | -                                       | 0                 | 0                 | 1       | 0       |
| المجموع الفرعي | المجموع الفرعي         | المجموع الفرعي                   | 11     | 2      | 0     | 0     | -                                       | 0                 | 0                 | 11      | 2       |
| 2020-2021      | نادي المقاولون العرب   | الدوري المصري الممتاز            | 6      | 2      | 0     | 0     | -                                       | 1                 | 0                 | 7       | 2       |
| المجموع الفرعي | المجموع الفرعي         | المجموع الفرعي                   | 6      | 2      | 0     | 0     | -                                       | 1                 | 0                 | 7       | 2       |
| المجموع الكلي  | المجموع الكلي          | المجموع الكلي                    | 136    | 36     | 12    | 2     | -                                       | 40                | 11                | 188     | 49      |

## إنجازات

### البطولات
الترجي الرياضي التونسي
- الرابطة التونسية المحترفة الأولى: 2014، 2018، 2019.
- كأس السوبر التونسي: 2019.
- دوري أبطال أفريقيا: 2018، 2019.
- كأس تونس: 2016.

### الهداف
- دوري أبطال أفريقيا: 2014 (6 أهداف)[10]
- الرابطة التونسية المحترفة الأولى: 2012–13 (8 أهداف)

## روابط خارجية
- هيثم الجويني على موقع الاتحاد الدولي (مؤرشف)  (الإنجليزية)
- هيثم الجويني على موقع قاعدة بيانات كرة القدم.إي يو (الإنجليزية)
- هيثم الجويني على موقع ناشيونال فوتبول تيمز (الإنجليزية)
- هيثم الجويني على موقع Soccerway.com (الإنجليزية)
- هيثم الجويني على موقع AS.com (الإسبانية)